# Marcapassos cardíac
|  | No s'ha de confondre amb marcapassos cardíac artificial. |

Imatge que mostra el marcapassos cardíac, que és el node SA

El marcapassos cardíac és una part del cor formada per un conjunt de cèl·lules miocardiocitàries especialitzades que controlen directament el ritme cardíac i que es troben a la paret de l'aurícula dreta.
En tots els animals amb cor, la contracció d'aquest òrgan (múscul cardíac) és iniciada per impulsos químics. El ritme amb què es duen a terme aquests impulsos controla la freqüència cardíaca. Les cèl·lules que generen la contracció muscular del cor i que determinen el seu ritme reben el nom de cèl·lules marcapassos.

## Funcionament

Funcionament del marcapassos cardíac

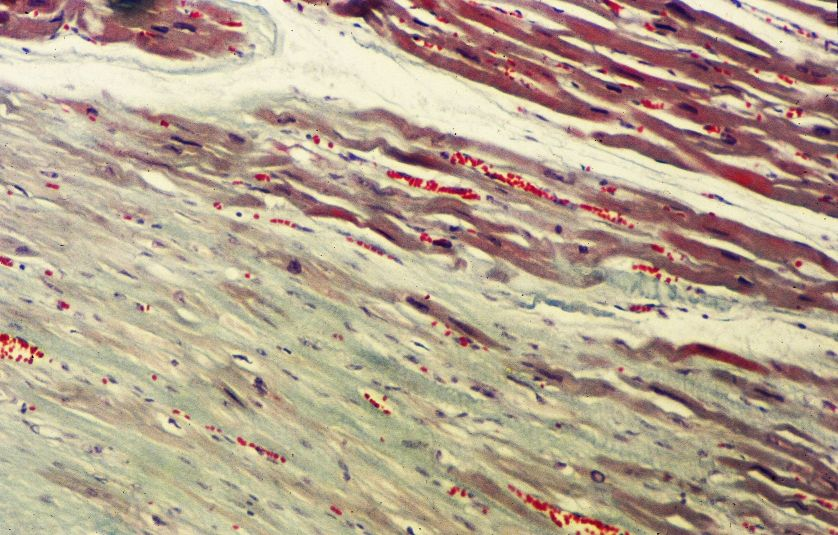
Fibrosi d'origen post-viral al feix de His, causant d'una arrítmia fatal. Microscopi òptic. 200X. Tinció: Tricròmic de Masson.

El nòdul sinusal, també anomenat nòdul sinoauricular (SA) o nòdul de Keith i Flack, està situat a la part posterosuperior de l'aurícula dreta, a l'entrada de la vena cava superior. Aquest nòdul té forma ovalada i és el més gran dels nodes del sistema de conducció elèctrica del cor. Està irrigat per l'artèria nodal sinoauricular, que és una branca de l'artèria coronària dreta (en un ~68% dels casos) o de l'artèria circumflexa (un ~24,7% d'ells). Rares vegades deriva directament de l'artèria descendent anterior. Algunes de les variants anatòmiques de la artèria nodal SA poden augmentar el risc de lesions iatrogèniques secundàries a determinades intervencions de cirurgia cardíaca invasiva. El node SA té una rica innervació simpàtica i parasimpàtica proporcionada per diverses branques aferents del nervi vague dret, tot i que de vegades una part d'elles també pot provenir de la porció esquerra del nervi.
Des del nòdul sinusal, l'impuls elèctric es desplaça disseminant-se per les aurícules a través de les vies internodals, produint la despolarització auricular i la seva conseqüent contracció. En adults sans, el node sinusal produeix descàrregues a una velocitat de 60 impulsos per minut.
L'ona elèctrica arriba després al nòdul auriculoventricular (AV) o node d'Aschoff-Tawara, una estructura ovalada que té un 40% de la grandària del nòdul sinusal, situada a la banda esquerra de l'aurícula dreta, al septe interauricular, anterior a l'orifici del si coronari i per sobre de la inserció de la làmina septal de la vàlvula tricúspide. En el 90% dels casos, aquest node està irrigat per una branca de l'artèria coronària dreta. El node AV també té una rica innervació simpàtica i parasimpàtica, en aquest cas provinent per regla general del nervi vague esquerre. Al node AV, l'ona elèctrica sofreix una pausa d'aproximadament 0,1 segon.
L'impuls cardíac es dissemina després a través d'un feix de fibres que és un pont entre el nòdul auriculoventricular i les branques ventriculars, anomenat feix de His, irrigat per branques de l'artèria coronària dreta i de l'artèria descendent anterior (també anomenada branca interventricular anterior de l'artèria coronària esquerra). El feix de His es divideix en 4 branques: les branques dreta i esquerra, i aquesta última es divideix en el fascicle esquerre anterior i el fascicle esquerre posterior, des d'on l'impuls elèctric és distribuït als ventricles mitjançant una xarxa de fibres, anomenades fibres de Purkinje, les quals generen la contracció ventricular de forma automàtica i sincrònica. Morfològicament, aquestes fibres poden ser poligonals o tubulars. Moltes arrítmies ventriculars tenen el seu origen en la xarxa fibril·lar de Purkinje, algunes provocades per malalties adquirides i altres per canalopaties iòniques genètiques, com ara la síndrome de Brugada. Eventualment, aquestes canalopaties alteren de forma important la funcionalitat sinusal i poden ser causa de morts sobtades d'origen cardíac si no són detectades. Els tumors quístics del nòdul SA (un tipus de neoplàsia benigne cardíaca congènita poc freqüent) també provoquen adesiara aquesta mena de morts, inclús en persones portadores d'un marcapassos artificial i malgrat tenir dimensions molt petites.
La major part de les cèl·lules que pertanyen al sistema de conducció del cor estan irrigades per branques molt petites, microscòpiques, de l'artèria coronària dreta, de manera que un trombe en aquesta artèria es pot dir que té un efecte negatiu immediat sobre l'activitat cardíaca.

## Marcapassos artificial

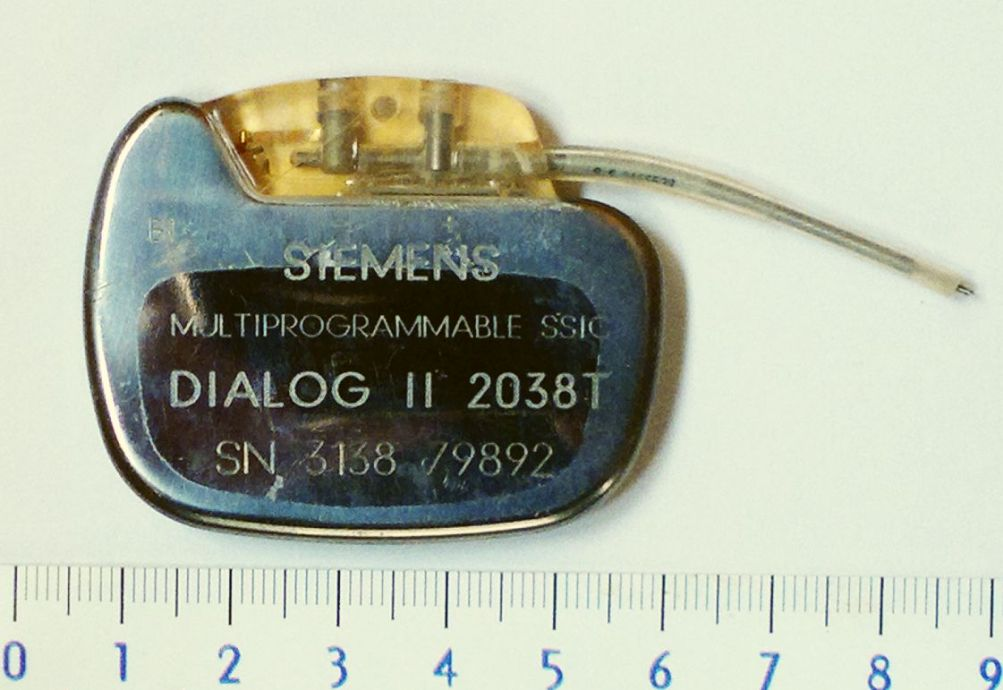
Marcapassos programable Siemens Dialog II, sense elèctrode. Mitjans dels anys 1990.

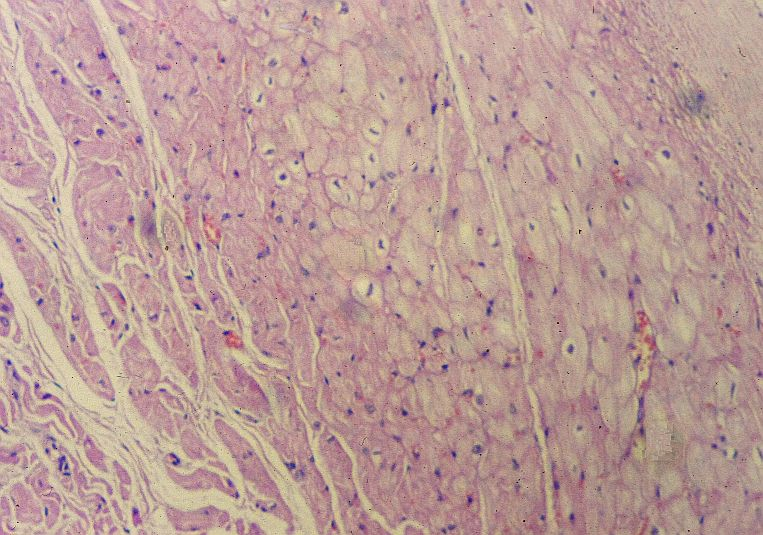
Fibres del sistema de conducció elèctric cardíac. Microscopi òptic. 150X. Tinció d'HE.

En un ésser humà i ocasionalment en altres animals, per produir aquests impulsos sintèticament després d'haver patit danys en el cos del sistema de conducció intrínseca, segons sigui el tipus de lesió, es pot utilitzar un dispositiu mecànic anomenat marcapassos artificial (o simplement "marcapassos").
Actualment, existeixen marcapassos que permeten la pràctica d'exploracions per imatge (com la ressonància magnètica), abans contraindicades.

 A més, la darrera generació d'aquests aparells no necessita cables, incorpora piles de mercuri de llarga durada i té una mida molt petita. En porcs inclús s'ha aconseguit implantar amb èxit un marcapassos simbiòtic auto recarregable que obté la seva energia per mitjà d'un nanogenerador triboelèctric.
Una línia de recerca d'interès creixent és la del desenvolupament de biomarcapassos cardíacs que substitueixin en un futur als marcapassos artificials. L'objectiu és crear elements cel·lulars que, una vegada implantats en les zones pertinents del cor, produeixin estímuls elèctrics específics similars als del marcapassos cardíac natural. En aquest camp d'investigació, ara per ara, s'han obtingut resultats molt prometedors emprant cèl·lules mare pluripotents induïdes. L'enginyeria biomèdica experimental ha aconseguit trasplantar teixits del sistema de conducció elaborats in vitro a cors de ratolins amb blocatges auriculoventriculars i restaurar el ritme cardíac normal.